# 香川県交通安全協会
一般財団法人香川県交通安全協会（かがわけんこうつうあんぜんきょうかい）は、香川県内の地区交通安全協会を統括する交通安全協会。元香川県知事所管。

## 概要
香川県内の地区交通安全協会を統括する交通安全協会で、香川県内での季節単位で開催する交通安全運動をはじめ、自動車・自動二輪車の運転免許更新の伝達・更新事務、申請書や収入証紙の委託販売業務、自転車などに貼る反射シールや車輪のスポークに貼る反射材などの交通安全グッズの頒布、交通安全功労者の表彰及び国や全国法人への表彰推薦などを事業としている。

## 地区
- 東かがわ交通安全協会
- さぬき交通安全協会
- 長尾交通安全協会
- 高松東交通安全協会
- 土庄交通安全協会
- 内海交通安全協会
- 高松北交通安全協会
- 高松南交通安全協会
- 坂出交通安全協会
- 高松西交通安全協会
- 丸亀交通安全協会
- 多度津交通安全協会
- 善通寺交通安全協会
- 琴平交通安全協会
- 三豊交通安全協会
- 観音寺交通安全協会